# Vlaams Marxistisch Tijdschrift
Het Vlaams Marxistisch Tijdschrift (VMT) is een voormalig Belgisch Nederlandstalig politiek tijdschrift.

## Historiek
Het tijdschrift verscheen sinds maart 1966. Aanvankelijk bestond de redactie enkel uit leden van de KPB, waaronder Guy Cooreman, Jef Turf, Leo Michielsen, Mark Braet en Jan Debrouwere. Later werd de redactie uitgebreid met onder meer Herman Balthazar, Bert Brouwers, John Bultinck, K. N. Elno en Daniël Robberechts. 
In de jaren 1980 werd het tijdschrift een spreekbuis voor de aanhangers van het eurocommunisme, binnen de context van een vernieuwingsproject aan Vlaamse zijde van de Kommunistische Partij.  De eersten die de stap naar de redactie zetten, waren Koen Raes (die in 1980 hoofdredacteur werd), Rudi Van Doorslaer en Ludo Cuyvers. Ze kregen steun van Gentse academici, zoals Leo Apostel, Rudolf Boehm en Jaap Kruithof. Nieuwe medewerkers waren o.m. Ruddy Doom, Dirk Van Damme, Magda Michielsens, Ludo Abicht, Jenny Walry, Freddy Mortier, Guy Quintelier en André Mommen. Het KPB-congres van 1982 zette de eurocommunistische hervorming niet door en dat betekende een grote ontgoocheling voor de Gentse intellectuelen. Eveneens in 1982 werd beslist de dotaties vanuit de partij aan het tijdschrift stop te zetten, waarna het tijdschrift een tijdlang niet verscheen. Tegen 1985 hadden de meesten van hen de partij de rug toegekeerd.
Na de opsplitsing van de KPB in 1989 (in KP Vlaanderen en PCWB) zetten Ludo Abicht, Willy Courteaux, Leo Michielsen en Jef Turf zich in voor de uitbouw van een politiek marxistisch netwerk in Vlaanderen. Er werd hierbij gerekend op de invloed van het Vlaams Marxistisch Tijdschrift. Om de debatcultuur aan te moedigen nodigde de redactie Vlaamse academici en andere analisten of opiniemakers uit om kwalitatieve bijdragen te leveren. De overheersende thema's van het ogenblik waren onder meer: de gevolgen van de Val van de Muur, de erosie van de welvaartsstaat, de globalisering, de monetaire crises en de strijd tegen extreemrechts. Nieuwe signaturen kwamen het tijdschrift versterken, zoals die van de geografen Chris Kesteloot, Pieter Saey en Henk Meert; de historici Peter Scholliers, Eric Vanhaute en Alain Meynen; de filosofen Roger Jacobs, Jef Peeters en Ludo Abicht, de sociale wetenschappers Paul Verbraeken en Eric Corijn.
Vanaf de jaren 90 stond de redactie onder leiding van Willy Courteaux. Ook Rudolf Boehm voegde zich bij de redactie omstreeks deze periode. De uitgave van het tijdschrift werd toevertrouwd aan het Instituut voor Marxistische Vorming (IMAVO). Vanaf 1992-'93 verschenen er ook regelmatig bijdragen van Nederlanders. Vanaf april 2000 werd Mommen de nieuwe hoofdredacteur terwijl Quintelier zich voornamelijk met het praktische werk en de eindredactie bezighield. 
Vanaf 2010, toen overheidssubsidies wegvielen, verscheen het tijdschrift alleen nog digitaal. De laatste hoofdredacteur was André Mommen en de laatste editie verscheen in oktober 2017.
Het archief van het tijdschrift wordt bewaard bij het AMSAB-ISG  en DACOB vzw. 

## Structuur

### Bestuur
Het tijdschrift werd van september 1991 tot oktober 2017 uitgegeven door het Instituut voor Marxistische Vorming (IMAVO), dat later werd herdoopt tot Instituut voor Maatschappijkritische Actie, Vorming en Onderzoek (IMAVO). Het IMAVO was gelieerd aan de KPB en diens opvolger de KP Vlaanderen.

### Redactie
| Tijdspanne  | Hoofdredacteur  |
| ----------- | --------------- |
| ...         |                 |
| 1980 - ?    | Koen Raes       |
| 1991 - 2000 | Willy Courteaux |
| 2000 - 2017 | André Mommen    |

## Bekende (ex-)medewerkers
- Ludo Abicht[7]
- Herman Balthazar
- Rudolf Boehm
- Mark Braet
- Bert Brouwers

- John Bultinck
- Willy Courteaux[8]
- Jan Debrouwere[9]
- Koen Dille
- K.N. Elno

- Piet Frantzen
- GAL[10]
- Henk Meert
- Leo Michielsen[11]
- André Mommen[3]
- Koen Raes[12]

- Daniël Robberechts
- Antoon Roosens[13]
- Hedwig Speliers
- Jef Turf[14]
- Marijke Van Hemeldonck